# Represa de Barra Bonita

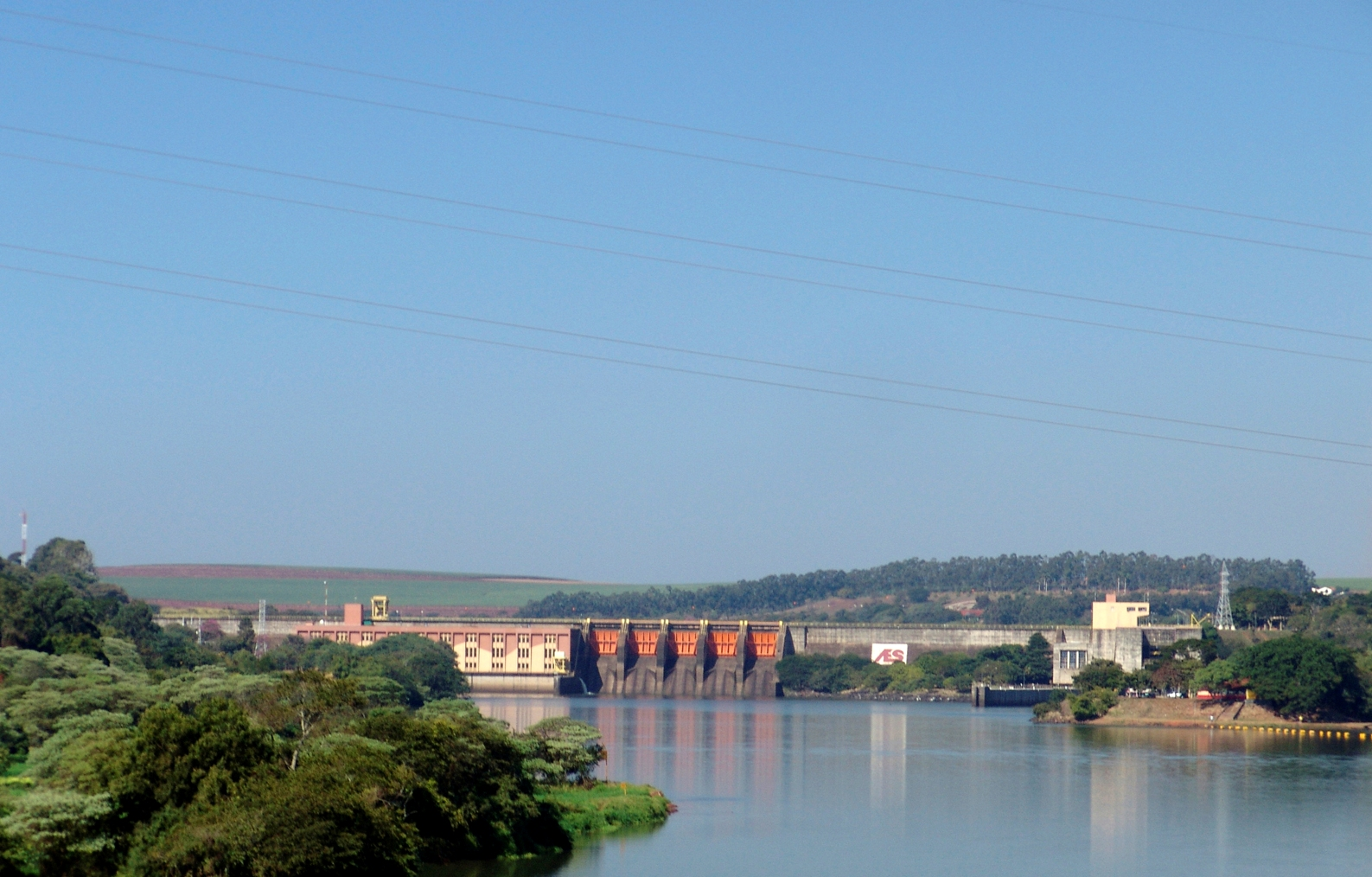
Represa de Barra Bonita.

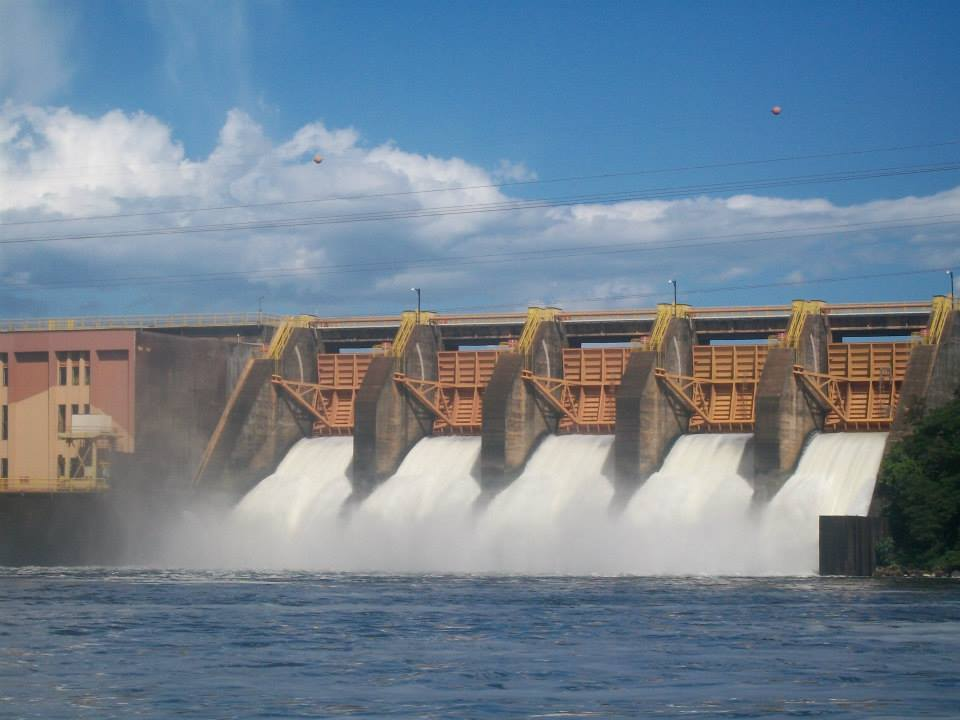
Otra vista de la presa

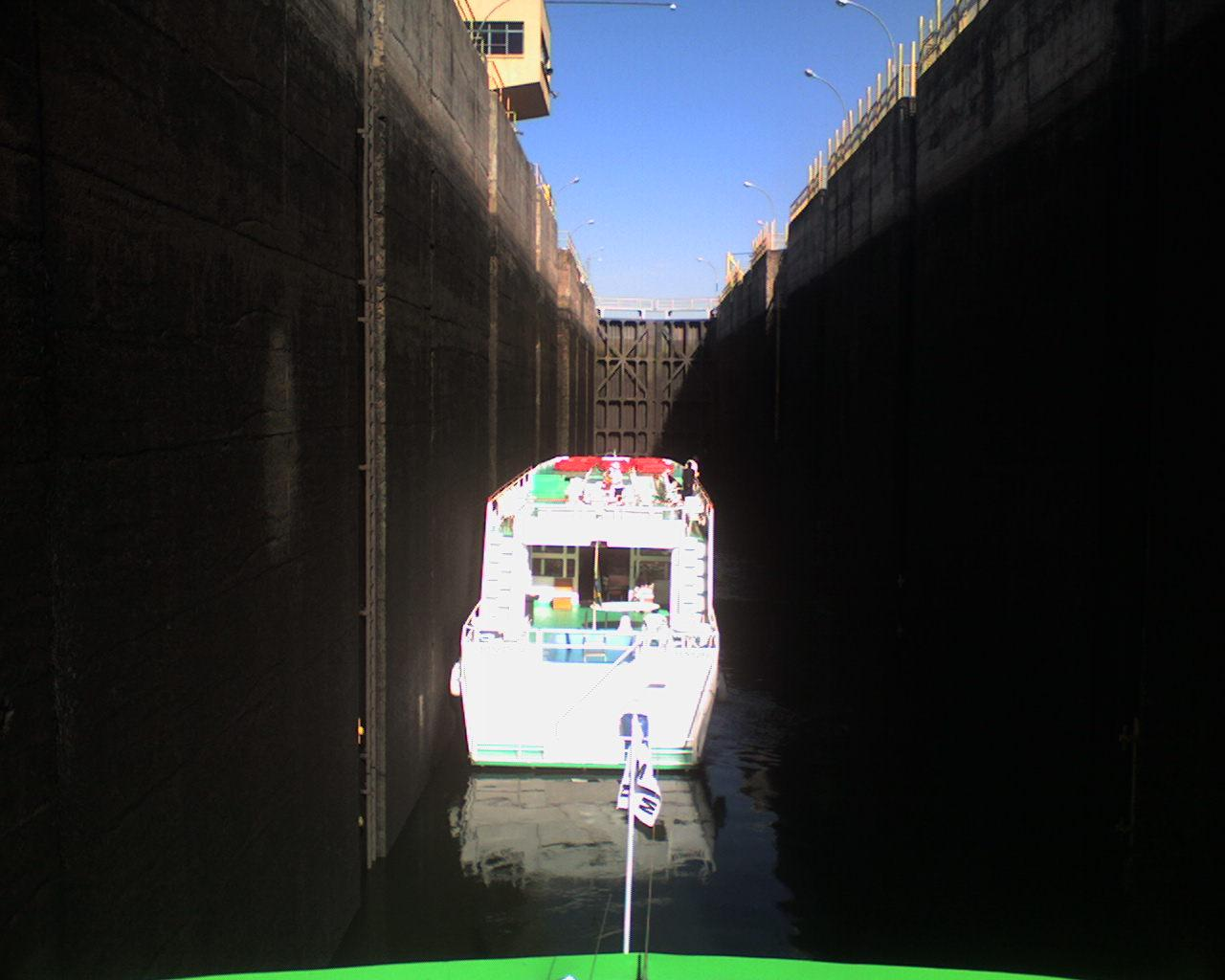
Esclusa de Barra Bonita.

La represa de Barra Bonita es una presa de Brasil construida sobre el río Tieté, afluente del río Paraná, cerca de la ciudad de Barra Bonita, en el estado de São Paulo. 
Su construcción se inició en 1957 y fue inaugurada en 1963. La central posee 4 turbinas tipo Kaplan, con una potencia total instalada de 140 MW, la presa tiene 480 metros de longitud y el embalse ocupa 308 km² con un volumen de 2,566 km³ de agua. Cuenta una esclusa de 142,20 metros de largo y 11 m de ancho, que salva un desnivel de 25 m, permitiendo la navegación a lo largo de la Hidrovía Paraná-Tieté.